# Зыковы (Юбилейное сельское поселение)
Зыковы — деревня в Котельничском районе Кировской области России. Входит в состав Юбилейного сельского поселения.

## География
Располагается на расстоянии примерно 15 км по прямой на северо-запад от райцентра города Котельнич.

## История
Известна с 1671 года как займище Пронки Щербинина с 1 двором, в 1763 (деревня Щербининская) 72 жителя. В 1873 году здесь (Щербининская или Зыковы) отмечено дворов 7 и жителей 62, в 1905 6 и 46, в 1926 (Малые Зыковы, Зыковская или Щербинская)  13 и 68, в 1950 (Малые Зыковы) 8 и 32, в 1989 оставалось 34 человека. Настоящее название утвердилось с 1978 года.

## Население
Постоянное население  составляло 22 человека (русские 100%) в 2002 году, 15 в 2010.